# بروس الکساندر
بروس الکساندر (انگلیسی: Bruce Alexander؛ زادهٔ ۲۸ مهٔ ۱۹۴۶) بازیگر اهل بریتانیا است. وی از سال ۱۹۷۲ میلادی تاکنون مشغول فعالیت بوده‌است.
از فیلم‌ها یا برنامه‌های تلویزیونی که وی در آن نقش داشته‌است می‌توان به تلفات، ایست‌اندرز، آدمکشان میدسامر، دکتر مارتین، پوآرو، فردا هرگز نمی‌میرد، پدر، سده، نوسترآداموس، اندکی فراست و جمعه خوب طولانی اشاره کرد.